# Бенин на Светском првенству у атлетици на отвореном 1983.
Бенин је учествовао на 1. Светском првенству у атлетици на отвореном 1983. одржаном у Хелсинкију, Финска, од 7. до 14. августа.
На првенству у Хелсинкију Бенин је представљало двоје атлеричара (1 мушкарац и 1 жена) који се такмичли у три дисциплине (једна мушка и две женске). Представници Бенина нису освојили ниједну медаљу, а Фелисит Бада оборила је два лична рекорда.

## Учесници
| Мушкарци: - Анфолнс Гаглозун — скок увис | Жене: - Фелисит Бада — 100 и 200 м |  |

## Резултати

### Мушкарци
| Атлетичар        | Дисциплина | Лични рекорд | Квалификације | Квалификације | Четвртфинале | Четвртфинале | Полуфинале | Полуфинале | Финале               | Финале          | Детаљи |
| Атлетичар        | Дисциплина | Лични рекорд | Резултат      | Место         | Резултат     | Место        | Резултат   | Место      | Резултат             | Место           | Детаљи |
| ---------------- | ---------- | ------------ | ------------- | ------------- | ------------ | ------------ | ---------- | ---------- | -------------------- | --------------- | ------ |
| Анфолнс Гаглозун | скок увис  |              | 1.95          | = 16 у кв 1   |              |              |            |            | Није се квалификоваo | = 34. / 35 (37) |        |

### Жене
| Атлетичарка  | Дисциплина | Лични рекорд | Квалификације | Квалификације | Четвртфинале         | Четвртфинале         | Полуфинале           | Полуфинале           | Финале               | Финале        | Детаљи |
| Атлетичарка  | Дисциплина | Лични рекорд | Резултат      | Место         | Резултат             | Место                | Резултат             | Место                | Резултат             | Место         | Детаљи |
| ------------ | ---------- | ------------ | ------------- | ------------- | -------------------- | -------------------- | -------------------- | -------------------- | -------------------- | ------------- | ------ |
| Фелисит Бада | 100 м      |              | 13.15         | 6 у гр. 2     | Није се квалификоваo | Није се квалификоваo | Није се квалификоваo | Није се квалификоваo | Није се квалификоваo | 43. / 46 (49) |        |
| Фелисит Бада | 200 м      |              | 26,98         | 5 у гр. 1 КВ  | Није се квалификоваo | Није се квалификоваo | Није се квалификоваo | Није се квалификоваo | Није се квалификоваo | 34. / 40 (44) |        |